# Every One of Us
Every One of Us studijski je album britanskog rock sastava Eric Burdon & The Animals, kojeg diskografska kuća MGM objavljuje u kolovozu 1968. godine.
Bio je drugi od sve ukupno tri albuma objavljenih u Sjedinjenim Državama (album nije objavljen u Velikoj Britaniji). Unatoč tomu što na nije imao niti jedan hit singl, album je dobio vrlo povoljne recenzije Brucea Edera na Allmusicu rekavši da je to "dobar psihodelični blues album ispunjen odličnim glazbenim umijećem".

## Popis pjesama
Sve pjesme napisao je Eric Burdon, osim gdje je drugačije naznačeno.

### Strana 1
1. "White Houses" (4:43)
2. "Uppers and Downers" (0:24)
3. "Serenade to a Sweet Lady" (John Weider) (6:17)
4. "The Immigrant Lad" (6:15)
5. "Year of the Guru" (5:25)

### Strana 2
1. "St. James Infirmary" (Trad., arranged by Eric Burdon) (4:15)
2. "New York 1963-America 1968" (Eric Burdon & George Bruno) (19:00)